# António Maria da Silva
António Maria da Silva (26. května 1872 Lisabon – 14. října 1950 Lisabon) byl portugalský politik a inženýr. Byl významným členem Portugalské republikánské strany. Čtyřikrát zastával funkci předsedy vlády (předsedy rady ministrů) během První portugalské republiky.
Po vítězství své strany v parlamentních volbách 8. listopadu 1925 byl da Silva vyzván k sestavení vlády. Vedl ostrou kampaň proti prezidentovi Manuelu Teixeira Gomesovi, která Gomese donutila k rezignaci. Byl posledním předsedou vlády 1. republiky a rezignoval dva dny po vojenském puči 28. května 1926.
Čtyřikrát zastával funkci předsedy vlády:
- 26. června 1920 – 19. července 1920 (prezident António José de Almeida)
- 6. února 1922 – 15. listopadu 1923 (prezidenti António José de Almeida a Manuel Teixeira Gomes)
- 2. července 1925 – 1. srpna 1925 (prezident Manuel Teixeira Gomes)
- 18. prosince 1925 – 29. května 1926 (prezident Bernardino Machado)

Za své služby byl vyznamenán Velkým křížem Vojenského řádu věže a meče.
Byl karikován v úplně prvním portugalském animovaném filmu O Pesadelo de António Maria (1923) od Joaquima Guerreira.